# Lucius Iunius Pullus
Lucius Junius Pullus est un homme politique romain du IIIe siècle av. J.-C., durant la première guerre punique.
En 249 av. J.-C., il est consul. Il participe à la bataille de Drépane, où son collègue Publius Claudius Appius Pulcher est vaincu après avoir méprisé les mauvais présages, et rappelé à Rome.
Puis, il prend le commandement du reste de la flotte romaine, à la destitution de Publius Claudius Appius Pulcher. La même année, Passant par Messine puis Syracuse, il prépare l'envoi maritime de deux convois de renfort et de ravitaillement aux forces romaines qui assiègent Lilybée sur la côte ouest de Sicile. Mais craignant d'être intercepté par des navires carthaginois, il fait stationner ses bateaux sur une côte rocheuse près de Camarina. Prise dans une tempête dans un mouillage dangereux et non protégé, la flotte est complètement détruite.